# Museu do Chocolate (Barcelona)
O Museu do Chocolate (em catalão, Museu de la Xocolata) é um museu localizado na cidade de Barcelona, capital da Catalunha. Inaugurado em 2000, o museu conta a história e a origem do produto mesoamericano que é consumido em todo o mundo.
O museu do chocolate mostra a história do chocolate na Europa: suas origens, como ele chegou até nós e como foi trocado como um elemento entre mito e realidade, entre medicina e comida ou como afrodisíaco. Mostra também a fabricação de chocolate, desde o grão de cacau até os processos de produção industrial. O museu do chocolate é um dos museus menores de Barcelona. 

## Localização
O museu fica localizado em um edifício histórico do antigo Convento de Sant Agustí, no bairro de La Ribeira, em Barcelona, na Catalunha. Ele fica próximo às estações de metrô Jaume I, da linha 4 (amarela) e Arc do Triomf, na linha 1 (vermelha). O bairro La Ribera ocupa parte do destino de Sant Pere, na Cidade Condal. 

## Visitando o museu
Ao entrar no museu, os olhos dos visitantes brilham ao ver que os ingressos da entrada são de chocolate e podem ser comidos.
No interior, é possível conhecer o processo de fabricação do chocolate, desde o cultivo da semente do cacau e suas origens no mundo maia-asteca até sua transformação nesse doce objeto de desejo.
Ao longo do museu é possível encontrar diversas obras de arte feitas com chocolate pelos melhores chefs confeiteiros.

## Um lugar muito doce
O Museu do Chocolate é um espaço surpreendente que mostra aspectos pouco conhecidos de um delicioso e cotidiano alimento que é o chocolate. Como se trata de um museu fora do comum, consideramos que é uma visita interessante. 
Ele é composto por oito instalações que se dividem para facilitar as explicações acerca da produção, transformações e origens do chocolate. Há ainda uma sala de audiovisual, onde os visitantes podem ouvir e ver um pouco sobre a história do tão adorado produto, conhecer os povos que o desenvolveram, os locais onde habitavam e até mesmo o seu uso variado em diferentes locais do mundo.  
Uma sala sobre o Theobroma cacao também permite que os visitantes tenham uma experiência mais completa acerca do conhecimento sobre o vegetal nativo do continente americano. Seu uso como moeda de troca e como ingrediente para chás na cultura asteca e maia são outros pontos abordados ao longo das instalações.
O espaço nomeado Inspiração e Criatividade mostra o chocolate por meio do viés da comunicação, explicitando o vínculo com a área através de itens publicitários feitos desde o século XX. A forma como o produto foi servido ao longo das décadas também faz parte do intuito da sala. 
Além disso, há um espaço dedicado as máquinas utilizadas para a sua produção e outro local, intitulado Barcelona, destinado as esculturas de chocolate feitas no Concurso Internacional de Escultura em Chocolate, promovido pelo próprio museu.  As peças são trocadas todo ano e são protegidas por redomas de vidro, para que não sofram com a temperatura ou com os insetos presentes no estabelecimento. Oficinas e atividades itinerantes, abertas para todos os públicos também integram as iniciativas oferecidas pelo Museu do Chocolate. 

## Exposição
No início do passeio pela história do chocolate, o museu apresenta como o chocolate foi trazido da América do Sul para a Europa pelos conquistadores espanhóis. Colombo sabia da existência de cacau, mas não estava ciente de seu poder. Sem edulcorantes adicionais, o cacau trazido para casa pelos espanhóis não era uma bebida muito popular. Mas com a adição de açúcar ou mel, logo se tornou uma reputação. 
No primeiro salão, o museu contém as plantas de cacau e os frutos da árvore. No segundo salão, apresenta sobre a receita de "Xocoatl", a bebida de cacau das astecas e a importância do chocolate para as culturas antigas da América Latina, como as astecas e as maias.
A turnê continua com a história do chocolate na Europa, sua influência na arte e na padaria. Várias obras de arte feitas de chocolate estão em exibição no museu, como réplicas de esculturas e pinturas de artistas famosos. 
Uma grande seção é dedicada à apresentação audiovisual da história e produção industrial de chocolate. A maior seção do museu mostra a fabricação de chocolate. As máquinas ficam em exibição, mostrando os diferentes processos de fabricação - desde a moagem dos grãos de cacau secos até a moldagem de barras de chocolate.
A "Sala Barcelona" possui edifícios famosos de Barcelona como miniaturas de chocolate. O Museu do Chocolate regularmente oferece eventos, passeios e workshops sobre o tema do chocolate (em catalão, espanhol e inglês).
O museu conta também com uma loja, que forma a área de entrada e saída do museu, onde é possível comprar todos os tipos de variações de chocolate. 

## Ligação externa
- Página oficial